# 31a Divisió (Japó)

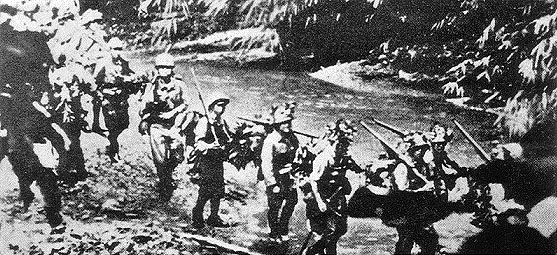
Homes de la 31a Divisió en marxa per la jungla de Birmània durant l'operació U-Go, el març de 1944

La 31a Divisió (japonès: 第31師団, transliterat: Dai-sanjūichi Shidan) va ser una divisió d'infanteria de l'Exèrcit Imperial Japonès. El seu indicatiu era la Divisió Furiosa (烈兵団, Retsu Heidan) . La 31a Divisió es va crear durant la Segona Guerra Mundial a Bangkok , Tailàndia, el 22 de març de 1943, fora del destacament Kawaguchi i parts de les divisions 13a, 40a i 116a. La 31a divisió va ser inicialment assignada al 15è Exèrcit (la part de l'exèrcit japonès de la zona de Birmània).

## Acció
El 1944, sota l'operació japonesa U-Go, el general de divisió Renya Mutaguchi va ordenar que la 31a Divisió travessés la frontera de Birmània cap a l'Índia britànica com a part de la batalla general d'Imphal. La seva missió era capturar Kohima, tallant així Imphal, i després explotar a Dimapur. El comandant de la 31a divisió, el general de divisió Kotoku Sato, no estava satisfet amb el seu paper. No havia participat en la planificació de l'ofensiva i tenia greus recels sobre les seves possibilitats. Ell i Mutaguchi també havien estat en bàndols oposats durant la divisió entre les faccions Toseiha i Kodoha dins de l'exèrcit imperial japonès durant la dècada de 1930, i Sato desconfiava dels motius de Mutaguchi. A més, juntament amb molts dels alts oficials japonesos a Birmània, considerava a Mutaguchi un "totxo".
A partir del 15 de març de 1944, la 31a Divisió va creuar el riu Chindwin prop d'Homalin i es va traslladar al nord-oest per senders de la selva en un front de gairebé 100 quilòmetres d'amplada. L'ala esquerra de la divisió, el 58è Regiment, comandat pel general de brigada Shigesaburō Miyazaki, es va enfrontar amb les tropes índies de la 50a Brigada de paracaigudistes índia sota el comandament del brigadier Hope-Thompson en la batalla de Shangshak, a les aproximacions nord a Imphal el 20 de març de 1944. La batalla va continuar fins al 26 de març de 1944, retardant l'avanç japonès.
Les tropes de Miyazaki estaven sondejant Kohima el 3 d'abril, completant els preparatius per al setge el 6 d'abril de 1944. Llavors va llançar una sèrie d'atacs a la regió nord-est de les defenses el 8 d'abril, i el 9 d'abril els britànics i els indis havien estat obligats a retrocedir. conduït a un petit perímetre en el que es va conèixer com la batalla de la pista de tennis. La nit del 17 d'abril, la situació dels defensors era desesperada. Tanmateix, el matí del 18 d'abril l'artilleria britànica es va obrir contra les posicions japoneses, que van aturar els atacs. Per donar suport al seu contraatac, els britànics havien acumulat 38 obusos de muntanya de 3,7 polzades, 48 canons de camp de 25 lliures i 2 canons mitjans de 5,5 polzades. La RAF també va bombardejar i metrallar les posicions japoneses. Els japonesos podien oposar-se amb només 17 canons de muntanya tipus 94 de 75 mm, amb molt poca munició. S'havia obert la carretera entre Dimapur i Kohima i es va aixecar el setge.
Els japonesos no es van retirar alhora, sinó que es van mantenir en posició i van lluitar tenaçment durant diverses setmanes més. Al matí del 13 de maig de 1944, la major part de la regió de Kohima havia estat presa de nou per les forces britàniques. Al voltant del 15 de maig la 31a Divisió va començar a retirar-se, perseguida per les tropes del Catorze exèrcit britànic.
Després d'ignorar les ordres durant diverses setmanes, Sato va ser destituït del comandament de la 31a Divisió a principis de juliol de 1944 i substituït per Uchitarou Kawada. El curs de tota la batalla de Kohima es va interrompre al mateix temps. El tinent general Slim sempre s'havia burlat de Sato com el més poc emprenedor dels seus oponents, però fonts japoneses culpen el seu superior, Mutaguchi, tant per les debilitats del pla original com per l'antipatia entre ell i Sato que va portar a Sato a concentrar-se a salvar els seus homes més aviat. que conduir per objectius llunyans i indefensables.
Les restes de la 31a Divisió van continuar oposant-se a la reocupació britànica de Birmània, però la divisió havia deixat d'existir en gran part com a força de lluita forta després de la batalla de Kohima.

## Unitats subordinades
- 31. Brigada d'infanteria 
  - 58. Regiment d'infanteria (Takada)
  - 124. Regiment d'infanteria (Fukuoka)
  - 138. Regiment d'infanteria (Nara)
- 31. Regiment d'artilleria de muntanya
- 31. Regiment d'enginyers
- 31. Regiment de transport
- 31. Companyia de transmissions
- 31. Companyia d'ordenança
- 31. Companyia de sanitat
- 31/1. Hospital de camp
- 31/2. Hospital de camp
- 31/3. Hospital de camp
- 31. Departament de prevenció epidèmica i pufiricació d'aigua
- 31. Departament veterinari